# Труфаново (Холмогорский район)
Труфаново — деревня в Холмогорском районе Архангельской области. Входит в состав Матигорского сельского поселения (муниципальное образование «Матигорское»).

## Географическое положение
Деревня расположена на левом берегу реки Северная Двина, вплотную примыкает к двум другим населённым пунктам Матигорского сельского поселения — деревням Погост и Горка. Расстояние до административного центра сельского поселения, деревни Харлово, составляет 9,0 км, а до административного центра Холмогорского района, села Холмогоры, — 14 км пути по автодороге.

## Население
| 2002 | 2010 | 2012 |
| ---- | ---- | ---- |
| 23   | ↘12  | ↘11  |

| Население                            | на 1 января 2010 года |
| ------------------------------------ | --------------------- |
| В возрасте до 16 лет                 | 1                     |
| Трудовые ресурсы (из них работающих) | 4 (4)                 |
| Пенсионеры                           | 6                     |
| Всего                                | 11                    |
| Прибыло / выбыло (за год)            | 0 / 3                 |
| Родилось / умерло (за год)           | 0 / 1                 |

## Инфраструктура
По данным администрации Холмогорского района на 1 января 2010 года жилищный фонд деревни составляет 0,847 тыс. м², а покинутые и пустующие дома — 12% от общей площади жилищного фонда. На территории населённого пункта отсутствуют какие-либо предприятия, объекты социальной сферы или стационарного торгового обслуживания населения. Налажено автобусное транспортное сообщение с административным центром муниципального района и другими населёнными пунктами.